# Роял Албърт Хол
Роял Албърт Хол (на английски: Royal Albert Hall) е концертна зала в Лондон, Великобритания.
Намира се в северния край на Южен Кенсингтън, на южния край на Кенсингтънските градини. Открита е през 1871 година, като е построена от кралица Виктория в памет на нейния починал съпруг принц Алберт фон Сакс-Кобург-Гота. Оттогава насам в залата са изнасяли концерти водещи изпълнители от различни жанрове, като всяка година в нея се провеждат над 350 представления на класическа, поп и рок музика, балет и опера, спортни събития, церемонии по награждаване, училищни и обществени прояви, благотворителни представления и банкети.
В залата има 5000 места, от които 1300 са частни (годишния наем е между 30 – 50 000 лири с право на 2/3 от представленията). Ложата има 12 места, които се наследяват.